# Andriej Durnowcew

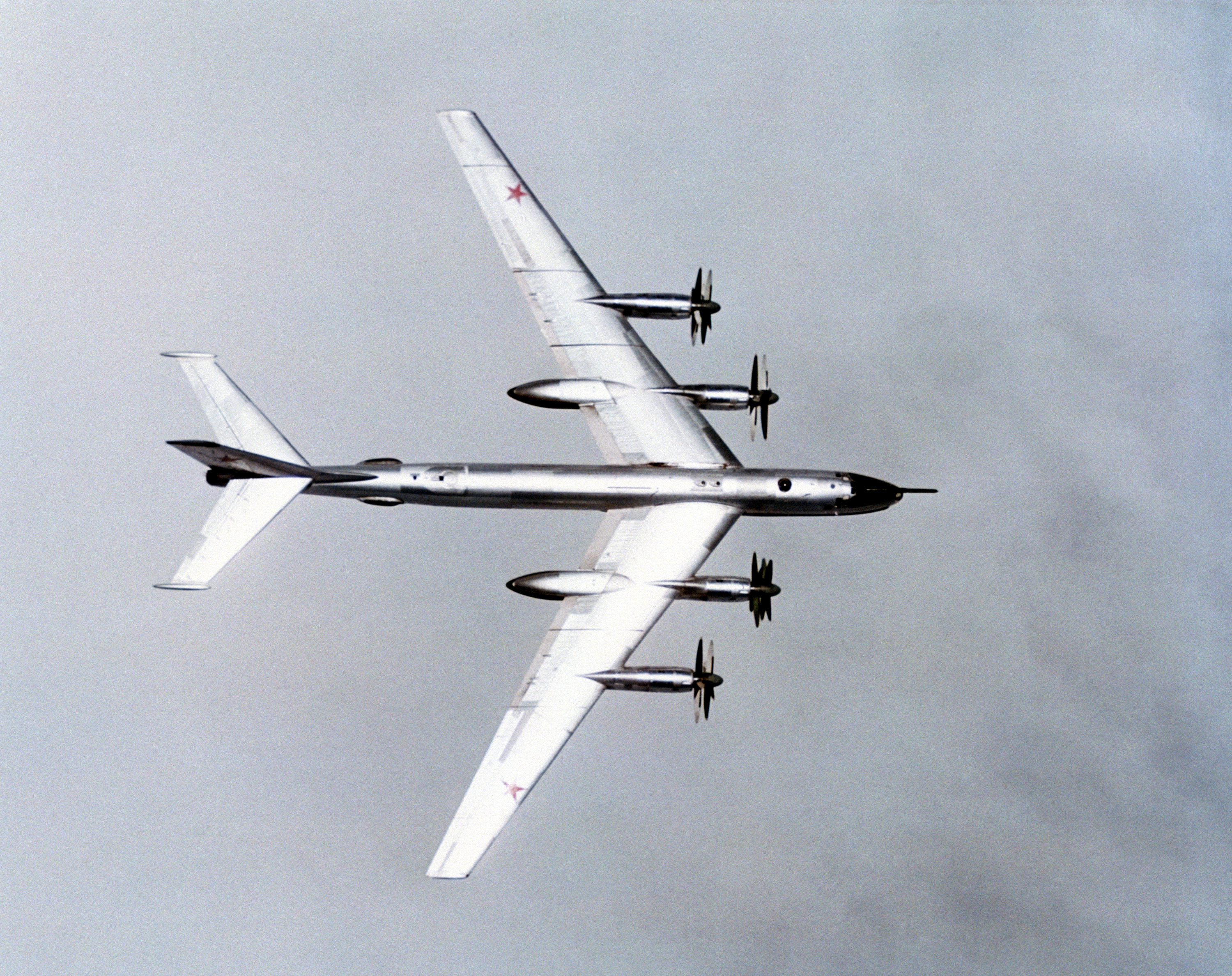
Widok z góry radzieckiego samolotu Tu-95 Bear z lotu ptaka. Data wykonania: 15 maja 1974 r.

Andriej Jegorowicz Durnowcew (ros. Андрей Егорович Дурновцев, ur. 14 stycznia 1923 we wsi Wierchnije Kuriaty w rejonie karatuzskim, zm. 24 października 1976 w Kijowie) – radziecki lotnik wojskowy, podpułkownik, Bohater Związku Radzieckiego (1962).

## Życiorys
Urodził się w rodzinie chłopskiej. Skończył szkołę średnią, od lipca 1942 służył w Armii Czerwonej, w 1943 ukończył wojskową lotniczą szkołę mechaników w Irkucku, a w 1948 wojskową szkołę pilotów w Engelsie. Służył w Siłach Powietrznych ZSRR, 30 października 1961 przeprowadził powietrzną próbę ładunku termojądrowego (car-bomby) na wysokości 4000 m nad ziemią i 4200 m nad poziomem morza, używając samolotu Tu-95. W 1965 został przeniesiony do rezerwy w stopniu podpułkownika.

## Odznaczenia
- Złota Gwiazda Bohatera Związku Radzieckiego (7 marca 1962)
- Order Lenina (7 marca 1962)
- Order Czerwonej Gwiazdy
- Medal „Za zasługi bojowe”
- Medal „Za zwycięstwo nad Niemcami w Wielkiej Wojnie Ojczyźnianej 1941–1945”